# Загрязнитель
Загрязнитель — любой природный или антропогенный агент, попадающий в окружающую природную среду в количествах, превышающих фоновые значения и вызывающий тем самым её загрязнение (также загрязнителем именуют и источник загрязнения, например, завод или полигон ТБО). При этом «мерой» загрязнения данным агентом среды является степень отклонения от фоновых значений данного агента. Согласно этой (широкой) трактовке любой новый для среды агент (даже если он не токсичен по отношению к биоте) рассматривается как загрязнитель.
В узком смысле «загрязнитель» — это физический, химический или биологический компонент, попавший в среду техногенным путём и оказывающий вредное токсическое действие на биоту (живые организмы).

## Виды загрязнителей
Загрязняющее вещество — химическое вещество, присутствующее в окружающей среде в количествах, превышающих фоновые значения.
Физические загрязнители — загрязнители, созданные различными физическими полями (электромагнитное излучение, шум, радиоактивное излучение).
Биологические загрязнители — биологические виды (в том числе микроорганизмы), не характерные для данного биогеоценоза или находящиеся там в излишних, превышающих обычные, количествах.
Техногенные (антропогенные) загрязнители — агенты загрязнения, созданные человеком.
Природные (естественные) загрязнители — агенты загрязнения, имеющие природное происхождение.

## Загрязняющее вещество
Загрязняющее вещество (также поллютант) — один из видов загрязнителей, любое химическое вещество или соединение, которое находится в объекте окружающей природной среды в количествах, превышающих фоновые значения и вызывающие тем самым химическое загрязнение.
По происхождению загрязняющие вещества делятся на:
- загрязняющие вещества природного происхождения — попадающие в природную среду в результате естественных, обычно катастрофических процессов (пример — загрязнение прилегающих территорий пеплом при извержении вулкана)
- загрязняющие вещества антропогенного происхождения

По характеру загрязняющие вещества делятся на:
- первичные (поступившие в окружающую среду непосредственно из источников загрязнения)
- вторичные, образующиеся из первичных в объектах окружающей среды в результате биогенных и абиогенных трансформаций.

Наиболее распространёнными антропогенными загрязняющими веществами являются:
- в атмосфере — кислые газы (диоксид углерода, диоксид серы, оксиды азота), взвешенные частицы (сажа, аэрозоли кислот и соединений тяжёлых металлов), органические соединения, в том числе формирующие фотохимический смог и разрушающие озоновый слой атмосферы, пары нефтепродуктов.
- в гидросфере — растворимые соли тяжёлых металлов, органические соединения, нефтепродукты (следует отличать чистые сточные воды, например, после охлаждающих контуров теплообменной аппаратуры, не вызывающие химического, но вызывающие тепловое загрязнение)
- в литосфере (особенно в её верхнем плодородном слое — почве) — соли тяжёлых металлов, нефтепродукты. Следует отличать инертные вещества (например, стекло), вызывающие лишь механическое загрязнение почв
- в биосфере наиболее опасны ксенобиотики, то есть вещества, не входящие в естественный обмен веществ в организме, например суперэкотоксиканты, из которых наиболее известны диоксины.